# Jingtai-Mausoleum

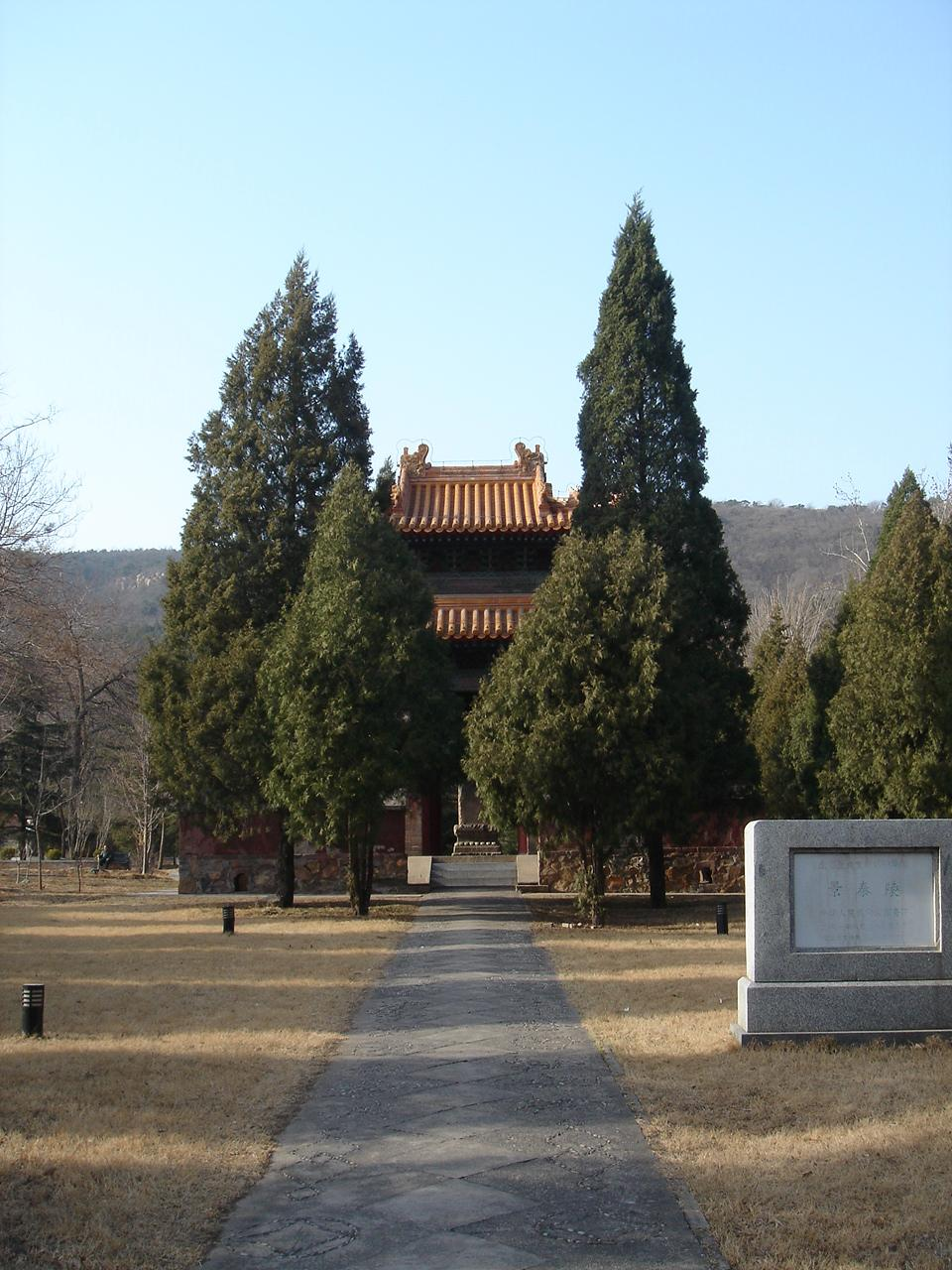

Der Jingtai-Mausoleum (chinesisch 景泰陵, Pinyin Jǐngtài líng) ist das Mausoleum von Jingtai (Zhu Qiyu; Tempelname: Daizong), dem siebten Kaiser der Ming-Dynastie. Seine Überreste befinden sich am nördlichen Fuß des Yuquan Shan (玉泉山) im Pekinger Stadtbezirk Haidian und nicht unter den Dreizehn Ming-Gräbern. Das Mausoleum steht seit 2001 auf der Liste der Denkmäler der Volksrepublik China (5-145).